# Kisielice (stacja kolejowa)
Kisielice – nieistniejąca już stacja kolejowa w Kisielicach, w powiecie iławskim, w województwie warmińsko-mazurskim, w Polsce. 

## Historia
Została otwarta w dniu 1 października 1899 roku razem z linią z Jabłonowa Pomorskiego do Prabut. Od 1900 roku była to stacja węzłowa, ponieważ w tym czasie otwarto linię do Kwidzyna. W 1945 roku linia ta rozebrana przez żołnierzy sowieckich. W Kisielicach rozpoczynała się także linia do Biskupca Pomorskiego Miasto. Została ona otwarta w 1925 roku. Do 1969 roku była używana w ruchu pasażerskim i towarowym, w 1974 roku jej tory zostały rozebrane. Tym samym stacja Kisielice przestała być węzłem kolejowym. Linia z Jabłonowa Pomorskiego do Prabut była używana w ruchu pasażerskim do 1990 roku. W styczniu 2006 roku torowisko zostało rozebrane.